# Resegone
Il Resegone (Resegun in lecchese, Resegù in bergamasco, storicamente Resegun de Lecch in milanese e comasco), detto anche Monte Serrada, è una montagna delle Prealpi Orobie alta 1875 m s.l.m., situata al confine tra la provincia di Bergamo e la provincia di Lecco.

## Descrizione
Il nome prende origine dal suo celebre profilo e dall'italianizzazione del termine lombardo resegun (grande sega), dato che, soprattutto se osservate dalla città di Lecco e dalla Brianza, le sue nove punte principali ricordano proprio la lama di una sega. Il suo secondo nome Serrada può significare che chiude (serra) le valli circostanti ma potrebbe derivare pure dallo spagnolo (segata si traduce aserrada e gli spagnoli dominarono qui per quasi 2 secoli).
Le cime più rilevanti del Resegone sono: Punta Cermenati, Punta Stoppani, Punta Manzoni, il Dente, Cima Pozzi, Pizzo Daina e la Torre di Valnegra.
Il Resegone è una montagna di recente formazione composta per lo più da dolomia, appartenente alla formazione geologica nota come Dolomia Principale, risalente al Triassico Superiore (Norico). Si presenta aspro e molto scosceso dal versante di Lecco; molto più dolce dal lato della Valle Imagna e della Val Taleggio in Provincia di Bergamo.

## Vie di salita

### Sentieri
Elementari i sentieri da Brumano, Fuipiano e Morterone. Il versante bergamasco negli inverni con buon innevamento è una frequentata via di ascesa scialpinistica.
Di livello escursionistico è la via normale sul versante lecchese che parte dal parcheggio della funivia dei Piani d'Erna, in località Versasio. Il sentiero è indicato con il numero 1 e presenta una lunghezza di circa 9 km con 1 265 metri di dislivello da superare e una durata di 3/4 ore. Per rendere l'escursione meno impegnativa è possibile partire dalla funivia dei Piani d'Erna; in questo modo il percorso diventa di circa 5 km e il dislivello di 570 metri con un tempo di percorrenza di 2/3 ore.
Diversi sono i sentieri elementari su entrambi i versanti, ma ne esistono anche alcuni impegnativi classificati come EE/EEA.

### Canali
Il versante lecchese è caratterizzato da alcuni canali che presentano serie difficoltà alpinistiche e che terminano tra le cime delle Creste nord:
- Valnegra dalla Capanna Monza al Rifugio Azzoni
- Valnegra Orientale
- Comera tra la Punta Cermenati e la Stoppani
- Cazzaniga tra la Punta Stoppani e la Manzoni
- Cermenati tra la Punta Manzoni e il Dente
- Bobbio tra il Dente e la Cima Pozzi
- Pesciola meridionale a nord del Pan di Zucchero
- Pesciola settentrionale a sud del Pizzo Morterone (i Canali di Pesciola terminano sulle creste nord ai lati del Pizzo dei Galli)

### Vie ferrate
La montagna è solcata da numerose vie ferrate tra le quali:
- Gamma 1: è una ferrata classificata come moderatamente difficile che permette di raggiungere la vetta del Pizzo d'Erna (che si trova nel gruppo del Resegone) partendo in prossimità del parcheggio della funivia.[6]
- Gamma 2: tra le più difficili delle Orobie, è classificata come molto difficile e termina poco distante dal Rifugio Azzoni.[7]
- Ferrata del Centenario: importante per essere la più antica della Lombardia.[4]
- Ferrata Silvano De Franco: classificata come difficile, si eleva poco al di sopra del Pian Serrada e termina sotto la Punta Cermenati.

## Le cime
Tradizionalmente, il Resegone è composto da tredici o quattordici cime, pur avendo altre cime secondarie; il Pizzo dei Galli a volte non viene nominato tra le principali. 
Tra le cime secondarie la piccola punta a sud della Forcella di Serada si distingue nettamente specie sul versante bergamasco.
Ha una quota di circa 1595 m e non ha nome; potrebbe essere indicata come Punta di Serada.
Di seguito l'elenco delle cime da sud a nord.

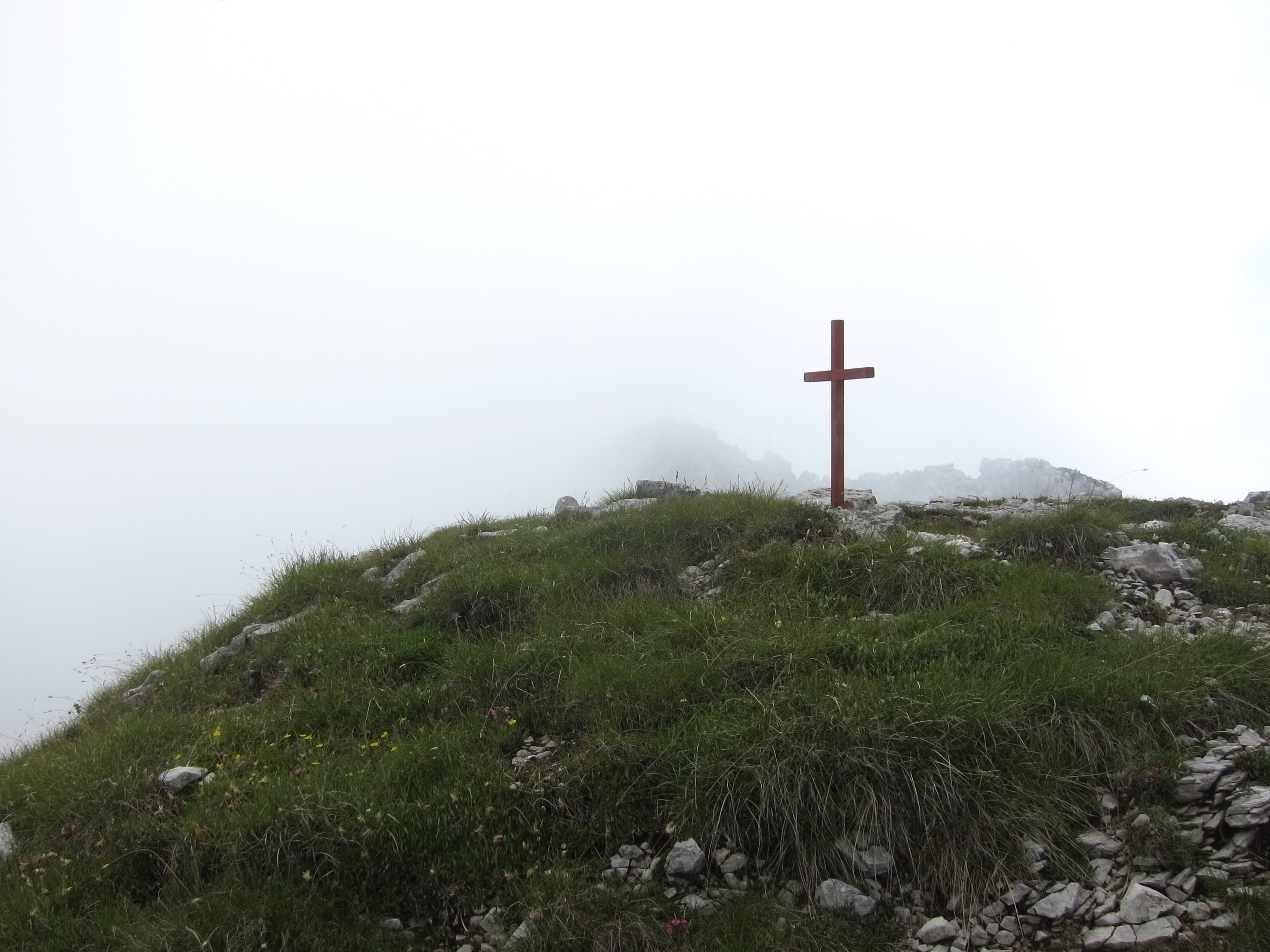
La croce di vetta della Punta Stoppani, dietro nella nebbia, la Punta Cermenati

Creste Sud, da La Passata alla Punta Cermenati:
- Cima Quarenghi (1636 m s.l.m. in passato conosciuta come Punta Redunda), dedicata a Giacomo Quarenghi architetto valdimagnino di Rota Imagna
- Cima di Piazzo (1640 m s.l.m.) sovrastante la località Piazzo sul versante lecchese
- I Solitari (1667 m s.l.m.)
- Pizzo Brumano (1851 m s.l.m.) si innalza sopra il comune di Brumano in Valle Imagna (su alcune carte viene indicato come la quota 1756 m)
- Pizzo Daina (1864 m s.l.m.) i Daina di Valsecca e Rota Imagna in passato erano proprietari di terreni sul Resegone
- Torre di Valnegra (1852 m s.l.m.) si erge al termine del Canale di Valnegra che dalla Capanna Alpinisti Monzesi sale al Rifugio Azzoni
- Punta Cermenati (1875 m s.l.m.) dedicata a Mario Cermenati naturalista, politico e accademico lecchese

Creste Nord, dalla Punta Cermenati al Passo del Giuff:
- Punta Stoppani (1849 m s.l.m.) intitolata ad Antonio Stoppani geologo, paleontologo, patriota, accademico e presbitero lecchese nonché primo presidente, anche seppur per un breve periodo, della sezione di Lecco del Club Alpino Italiano
- Punta Manzoni (1801 m s.l.m.) dedicata ad Alessandro Manzoni scrittore, poeta e drammaturgo milanese, nella sua opera principale I Promessi Sposi ha celebrato più volte il Resegone
- Dente (1810 m s.l.m.) toponimo dovuto alla morfologia della cima vista dal versante ovest
- Cima Pozzi (1810 m s.l.m.) intitolata a Giovanni Pozzi che fu' il primo presidente 'effettivo' del CAI Lecco, eletto nel 1874 in seguito alla breve temporanea presidenza di Antonio Stoppani
- Pan di Zucchero (1758 m s.l.m.) toponimo dovuto alla morfologia della cima che assomiglia a un pan di zucchero vista dal versante ovest
- Pizzo dei Galli (1754 m s.l.m.) toponimo derivante dalla antica zona di caccia dei galli forcelli sul versante est da dove si innalza, non sempre citato tra le cime del Resegone
- Pizzo Morterone (1751 m s.l.m.) sovrasta il comune di Morterone

### Punta Cermenati
Nota fino al 1925 come Punta della Croce, venne dedicata a Mario Cermenati dai membri della Società escursionisti lecchesi.
Essendo la punta la più alta della montagna, nel 1900 un gruppo di giovani cercò, con scarso successo, di issare sulla sua vetta una croce in legno, la quale ebbe vita breve a causa delle intemperie. Il 16 agosto dello stesso anno, tuttavia, venne inaugurata una croce in metallo, che però durò fino al 1902, distrutta anch'essa da intemperie e vandalismi. Nel 1925 si ebbe la costruzione e l'inaugurazione (31 agosto) definitiva dell'attuale croce, con lo spianamento e l'abbassamento di due metri della vetta. L'altare antistante risale invece al 1981 e venne consacrato dal cardinale Carlo Maria Martini.

## Passi, sellette e forcelle
Tante sono le cime del Resegone e tante sono le zone di collegamento tra esse chiamate passi, sellette o forcelle.
Le principali hanno un nome ma anche in questo caso ne esistono diverse senza una identificazione specifica.
Di seguito l'elenco da sud a nord.
- La Passata (delimita a sud il Resegone dalla Corna Camozzera, all'inizio delle Creste Sud)
- Forcella di Serrada (tra la Cima Piazzo e i Solitari, in passato nota come Porta Sud di Serada)
- Forcella dei Solitari (a nord dei Solitari dove inizia la salita al Pizzo Brumano, in passato nota come Porta Nord di Serada)
- Selletta Canale Comera (tra la Punta Cermenati e la Punta Stoppani)
- Selletta Cascine di Bobbio (tra il Dente e la Cima Pozzi)
- Passo del Giuff (all'inizio delle Creste Nord). S.Saglio nei suoi due volumi dedicati alle Prealpi Lombarde (1948 e 1957) lo indica come Giovo.

Tra le forcelle senza nome quella più nota e frequentata è quella dove arriva in cresta il sentiero che sale da Brumano e da Morterone.
Da qui a destra al Rifugio Azzoni e alla Punta Cermenati, a sinistra per il sentiero delle Creste Sud.
Potrebbe essere identificata come Forcella di Palio dato che sovrasta questa località.

## Luoghi
Versante lecchese:
- Le miniere
- Capanna Alpinisti Monzesi (conosciuta come Capanna Monza)
- Rifugio Luigi Azzoni, posto poco sotto la vetta
- Passo del Fò
- Capanna Sociale Ghislandi (privata, di proprietà dei CAI di Calolziocorte, nota come Baitello)
- Piani d'Erna
- Rifugio Antonio Stoppani
- Località Costa
- Santuario della Madonna della Rovinata
- Sorgente di Pesciola

Versante della Valle Imagna:
- Bocca di Palio (località Castei - I Castelli - Castelli Berizzi)
- Rifugio Resegone - CAI Valle Imagna
- Funtani' di osei (vasca in pietra poco sopra il Rifugio Resegone)
- Fontana d'Eghen (antica vasca in pietra, sorgente asciutta da decenni)
- Sorgente di urtigher (dal nome della valle delle urtigher dove è situata, nelle vicinanze del Rifugio Resegone)
- La Passata

Versante di Morterone:
- Passo del Giuff (Giovo)
- Val Caldera
- Sorgente Forbesette
- Forcella di Olino

## Citazioni letterarie

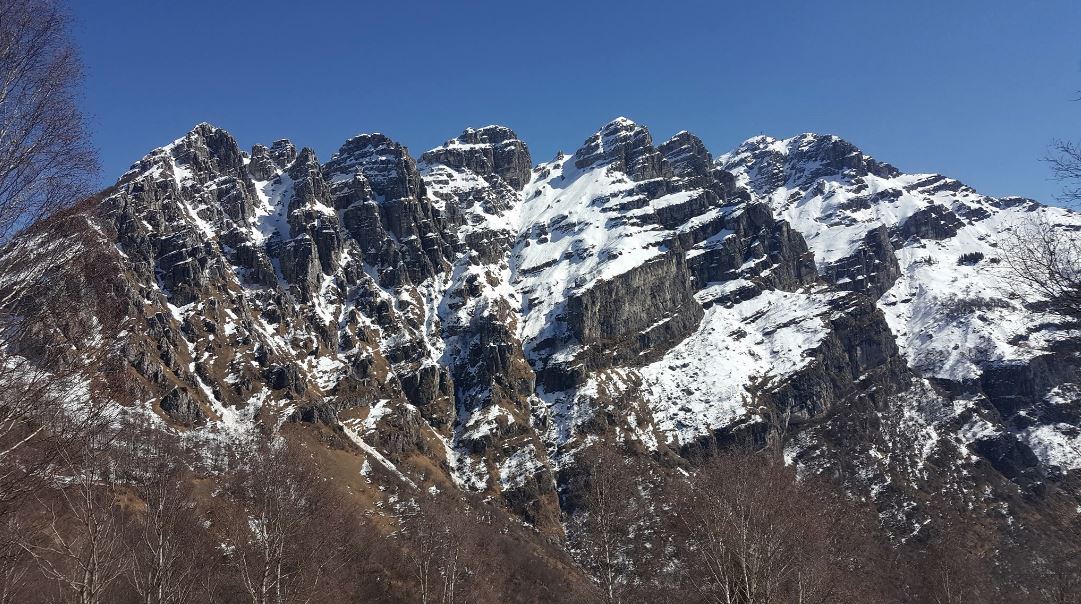
Veduta invernale del Resegone

Alessandro Manzoni ne fa menzione in più punti de I promessi sposi. In particolare, la pagina descrittiva che apre il romanzo con il celebre brano Quel ramo del lago di Como che volge a mezzogiorno, tra due catene non interrotte di monti,..., così prosegue:
(I Promessi Sposi, Alessandro Manzoni)
Se Manzoni, che aveva trascorso tutta la sua infanzia ed adolescenza a Lecco, conosceva bene ed amava i suoi monti, il versiliese Giosuè Carducci ne aveva una conoscenza più letteraria, ed è noto il celebre errore geografico che commise ne Il parlamento, che, ambientata a Milano, si chiude con le parole Il solleone /ridea calando dietro il Resegone, cosa questa impossibile per un monte sito a nordest del capoluogo lombardo. Per la precisione, il tramonto del sole dietro il Resegone può essere invece osservato dalla Valle Imagna e dalla Val Taleggio.

## La Servitù del Resegone
La "Servitù del Resegone" era un vincolo edilizio che nella seconda metà dell'800 a Milano imponeva agli edifici a nord dei bastioni di Porta Venezia di non superare l'altezza di 2-3 piani, per permettere di ammirare il suggestivo panorama offerto dalle Prealpi e in particolare dal Resegone, montagna cara ai milanesi perché celebrata dal Manzoni nei Promessi Sposi.
Il primo edificio che infranse la Servitù del Resegone fu Palazzo Luraschi, detto così dal nome del costruttore che lo costruì sull'area dell'ex Lazzaretto tra il 1881 e il 1887 all'inizio di Corso Buenos Aires, che allora si chiamava Stradone di Loreto.

## Manifestazioni
Annualmente, in concomitanza con la Sagra di San Giovanni, festa patronale della città di Monza, si svolge la Monza-Resegone, una gara podistica a passo libero, notturna ed a squadre, organizzata dalla Società Alpinisti Monzesi. Il lungo percorso si conclude con il sentiero Pra di Ratt, che porta dall'abitato di Erve alla Capanna Alpinisti Monzesi.
Altra tradizionale manifestazione organizzata dalla SEL (Società Escursionisti Lecchesi) è l'Assalto al Resegone che consiste nel raggiungere il Rifugio L. Azzoni partendo da diverse località. La manifestazione scaturì da un'idea dall'allora presidente SEL, Carlo Villa, che nel 1966 tagliò il nastro della prima edizione. L'obiettivo era quello di portare in cima più gente possibile. La partecipazione all'Assalto al Resegone è libera a tutti e prevede l'assegnazione di un punteggio ad ogni partecipante secondo la basi di partenza: Versasio, piazzale partenza funivia per Erna; Erna, piazzale arrivo funivia; Morterone, inizio mulattiera; Brumano, piazzale della chiesa; Erve, inizio mulattiera per rifugio Monza. La società o associazione che avrà raggiunto il maggior punteggio conquisterà il Trofeo Resegone.
Dal 2010 si disputa anche la gara di trail running ResegUp, con partenza da Centro Lecco, lungolago, passaggio in vetta al Resegone (1875 m) e ritorno nel centro della città con arrivo in Piazza Cermenati.
Si copre una distanza di 24 km circa e un dislivello di 1800 metri.
Dal 2014 si disputa anche la Creste Resegone Skyrace (Trofeo Manini Sergio A.M.) con partenza da Brumano e arrivo al Rifugio Resegone percorrendo le creste da sud a nord (dalla Passata al Passo del Giuff) transitando per il Rifugio Azzoni. Percorso di circa 15 km, dislivello +1200 -900.
Dal 2021 si disputa in contemporanea alla Skyrace il "Trail Anello del Resegone" che ripercorre integralmente l'Anello del Resegone con partenza e arrivo a Brumano.

## Galleria d'immagini

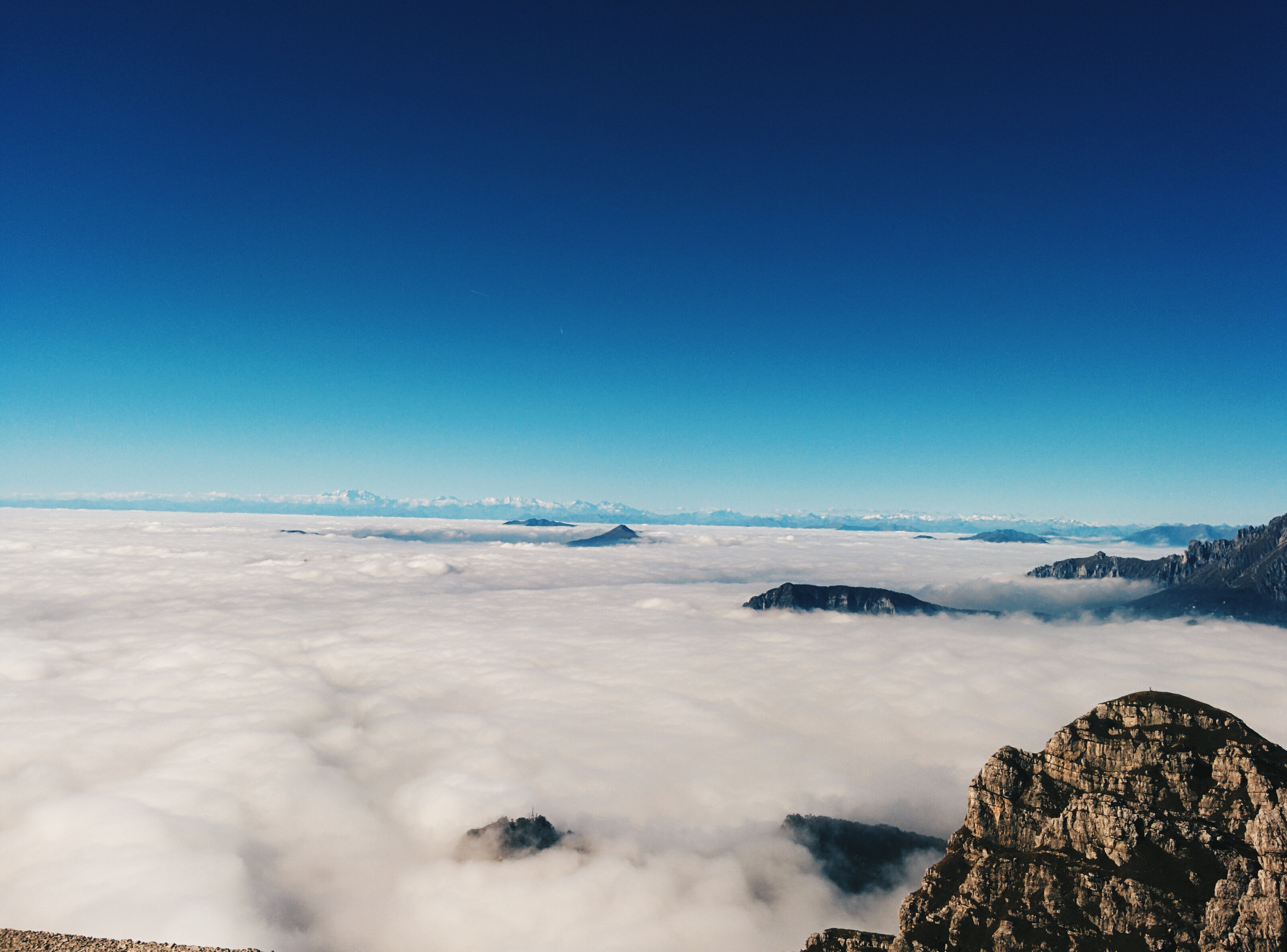
Veduta dal Monte Resegone
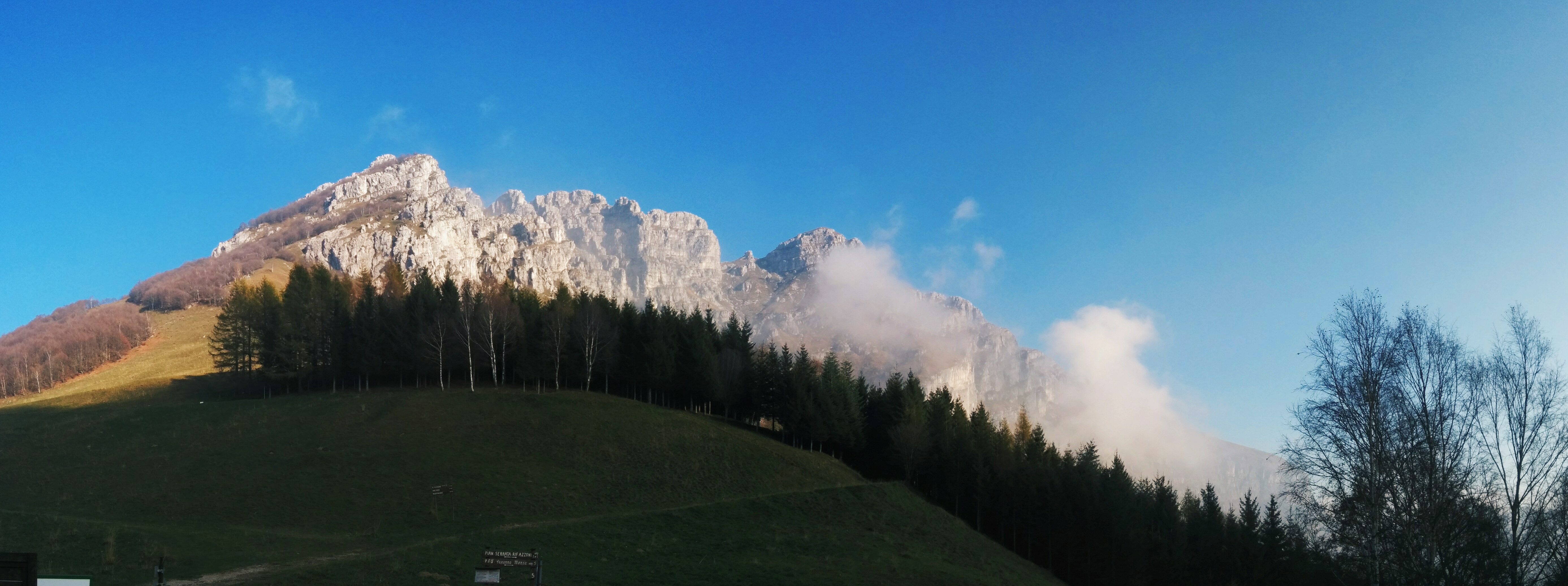
Monte Resegone visto dai Piani d'Erna
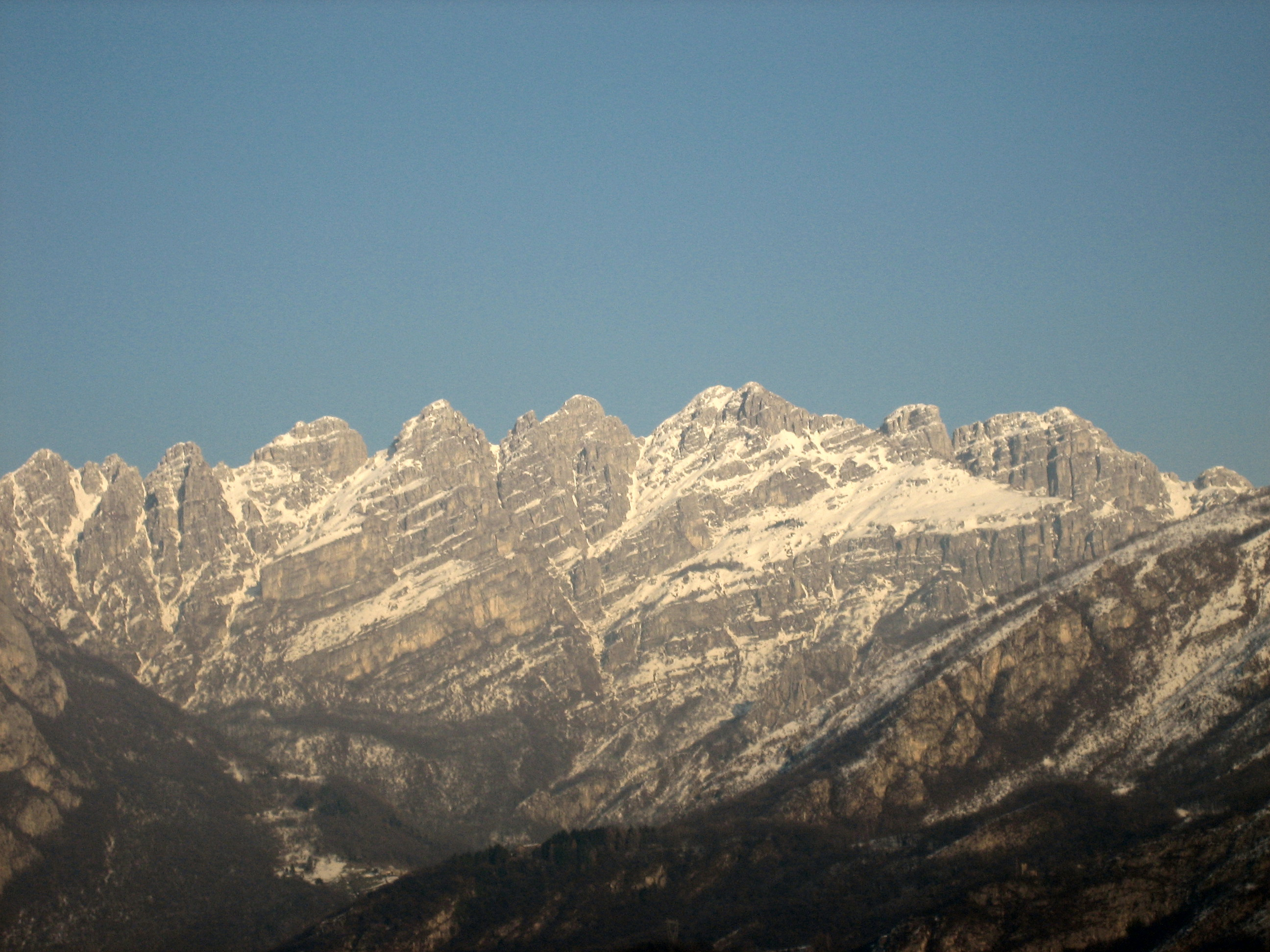
Monte Resegone in un'immagine invernale dal versante di Lecco.
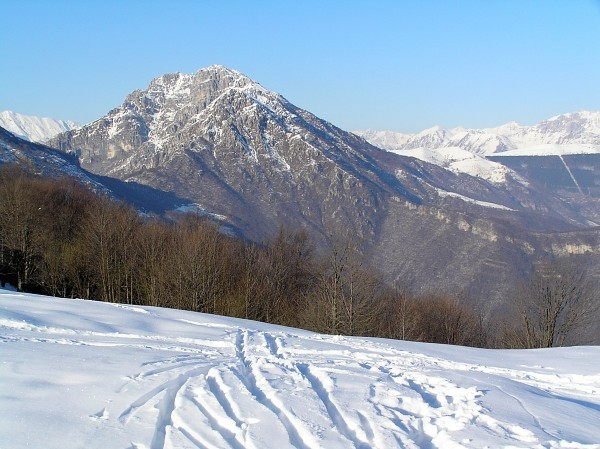
Monte Resegone in un'immagine invernale ripreso da Forcella (frazione di Costa Valle Imagna) il 5 gennaio 2006.
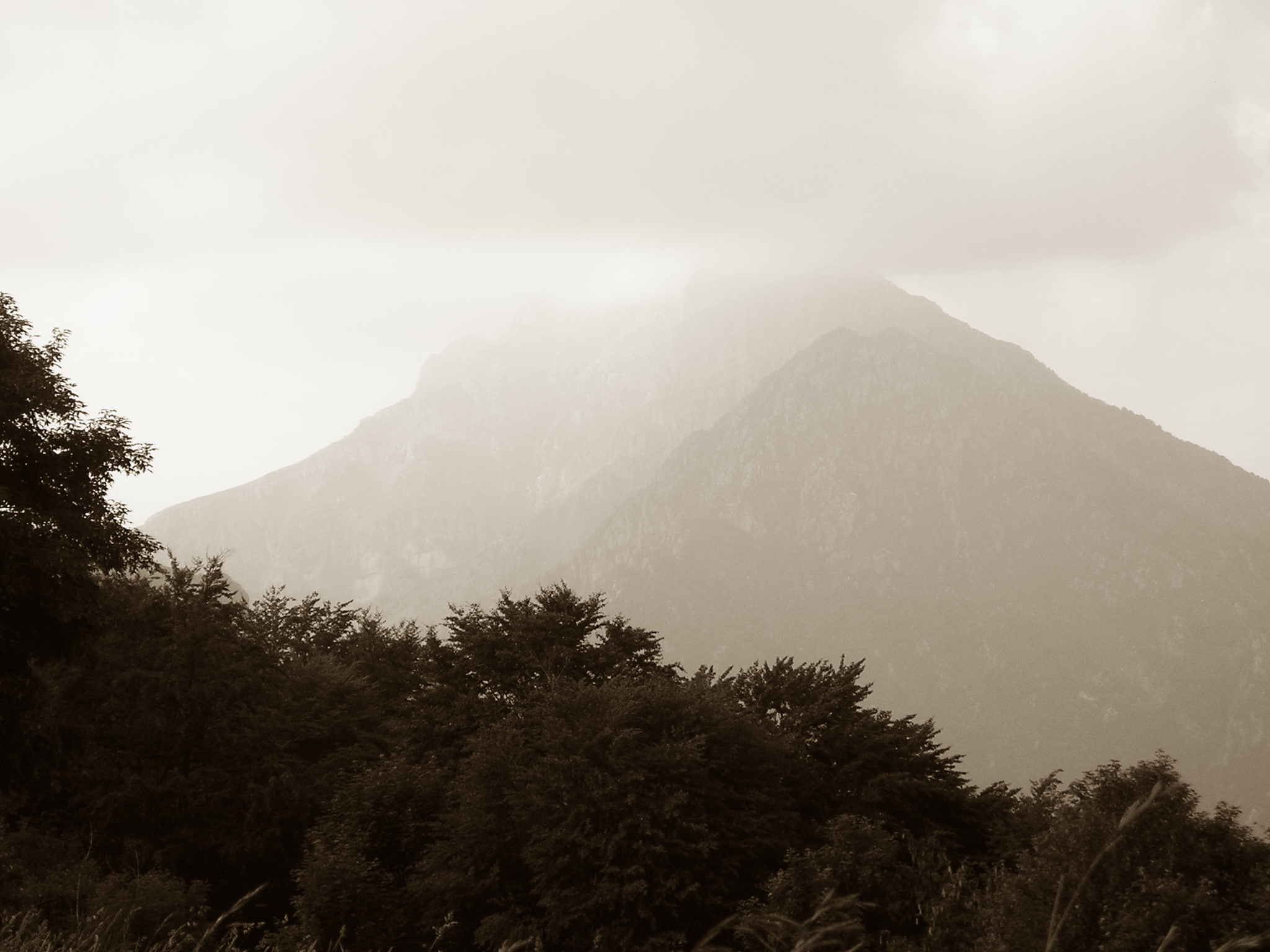
Monte Resegone incappucciato dalle nubi ripreso da Forcella (frazione di Costa Valle Imagna).
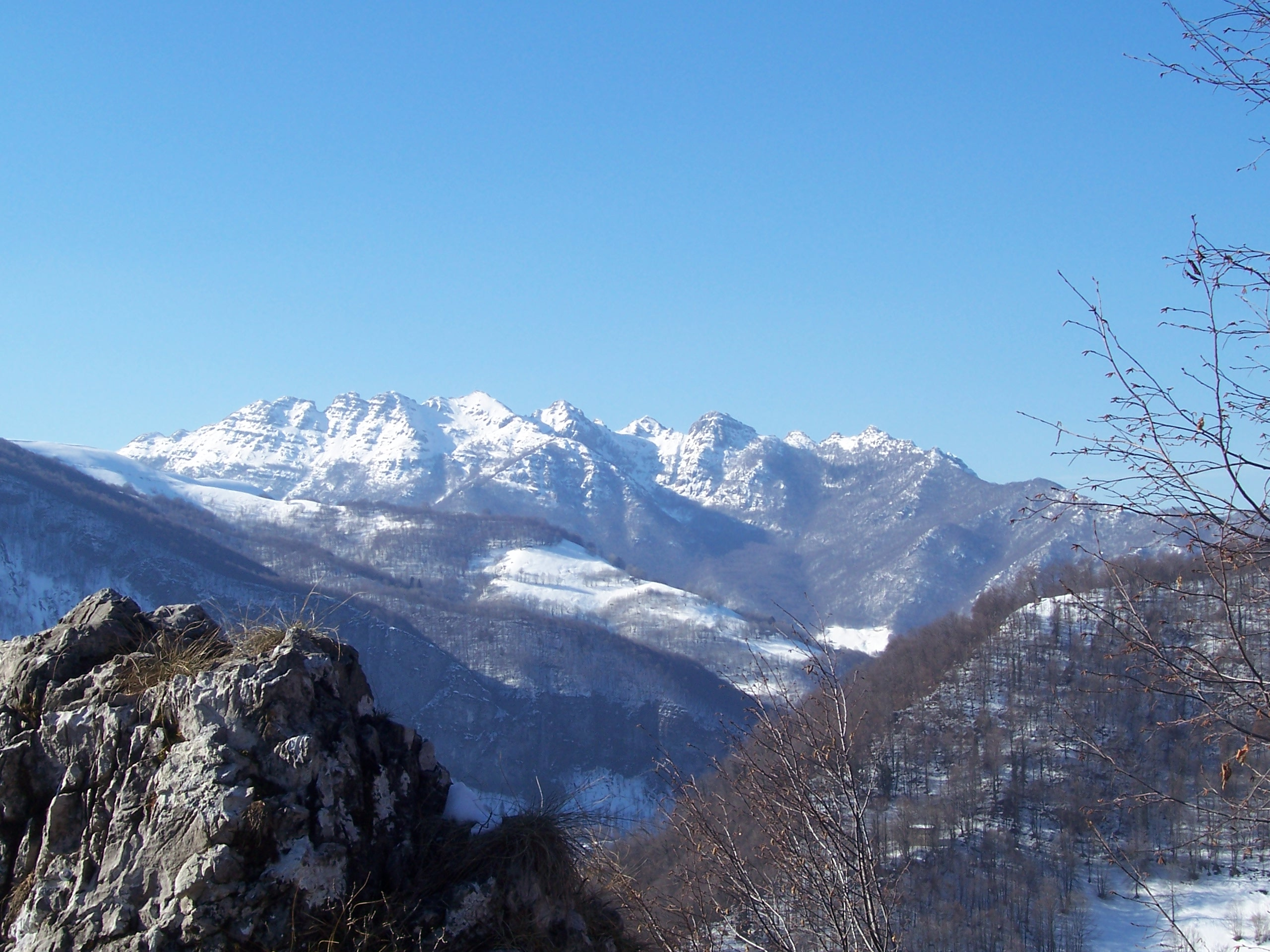
Monte Resegone innevato fotografato dalla Tür di Vedeseta.
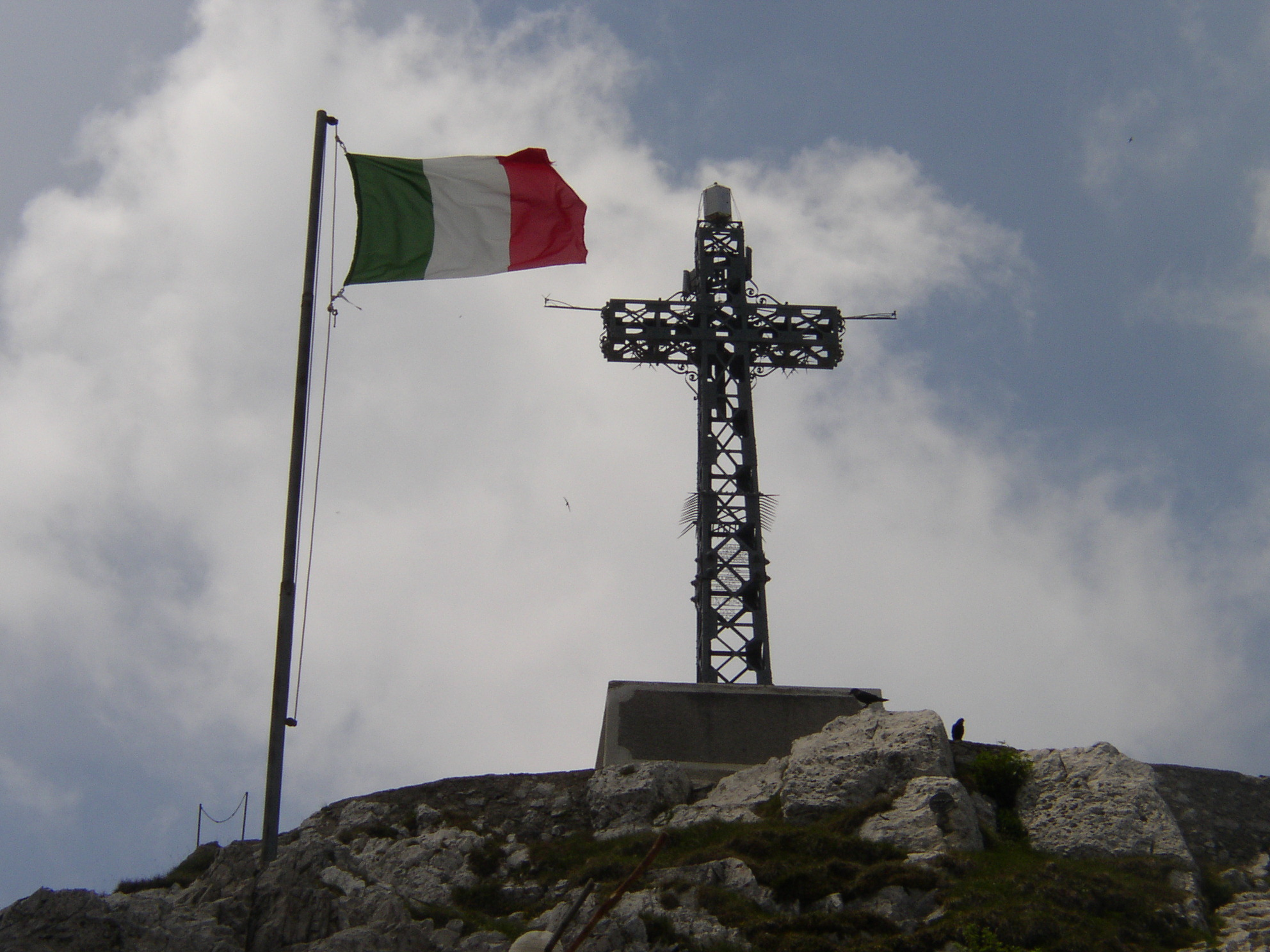
La croce sulla sommità della Punta Cermenati.
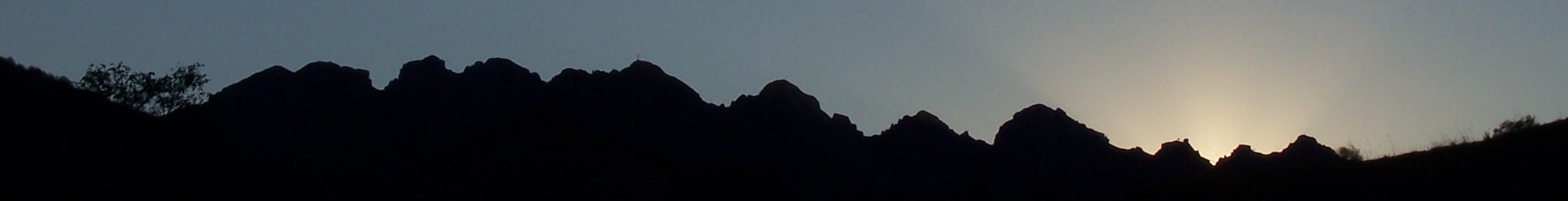
Un tramonto sul monte Resegone, in risalto la caratteristica sagoma da cui il nome.
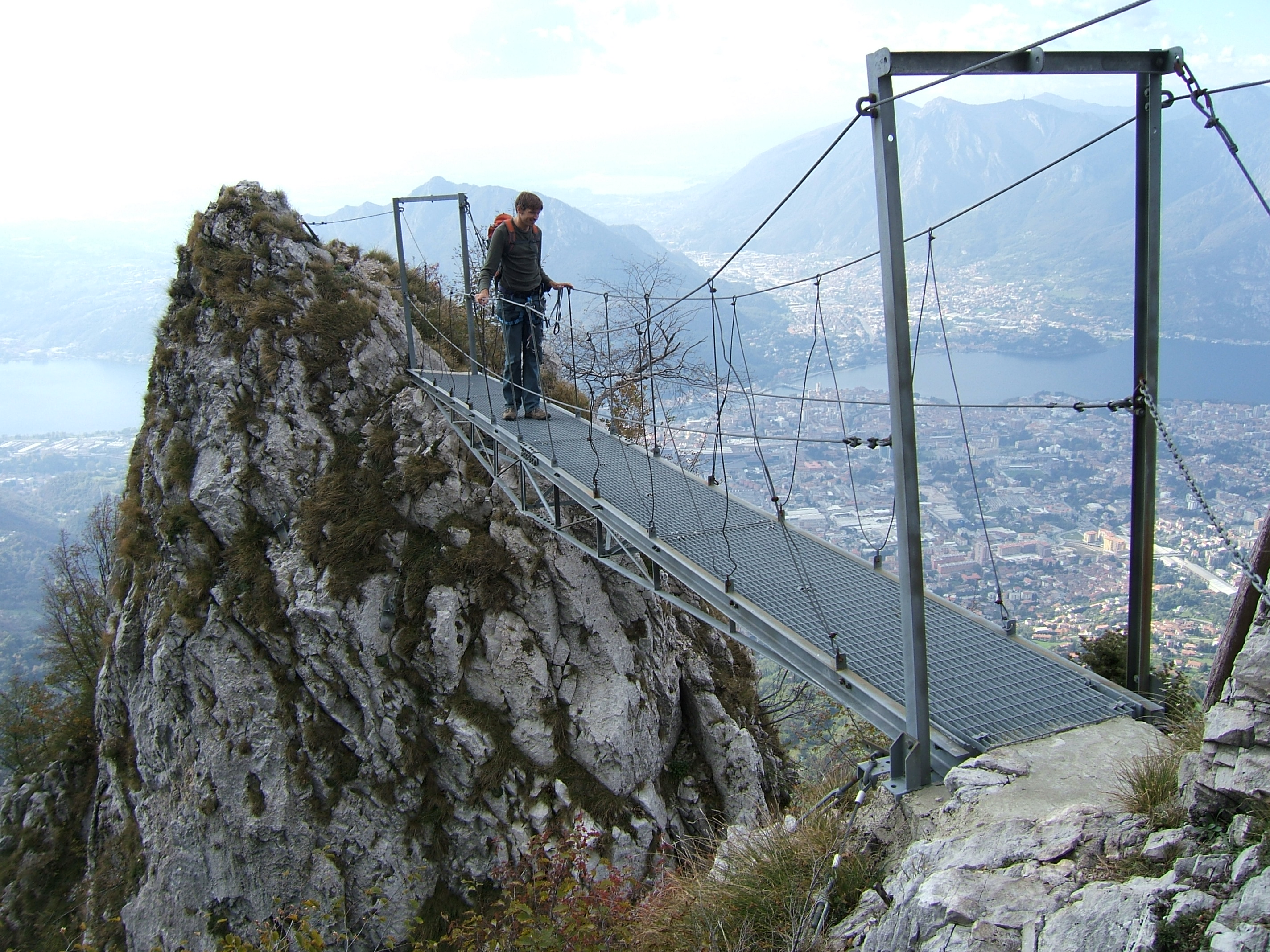
Passaggio sulla via ferrata gamma 1.
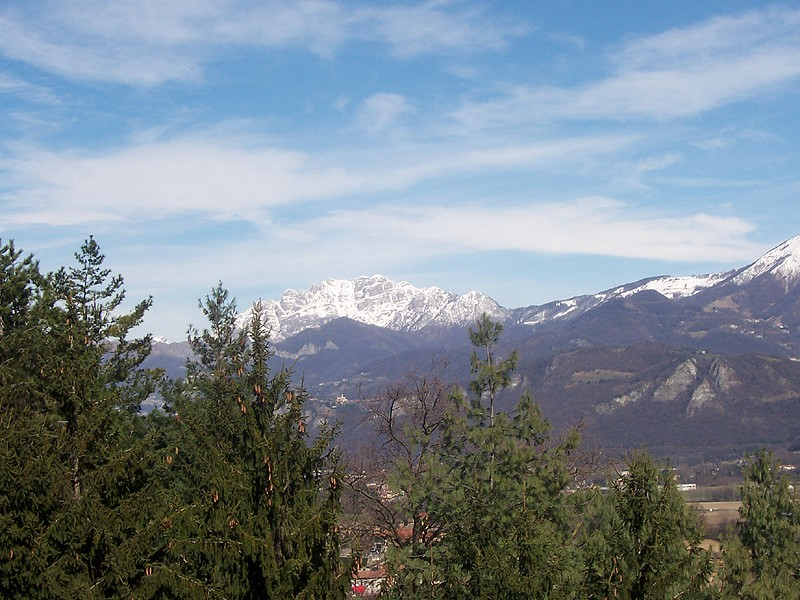
Altra prospettiva del Resegone.
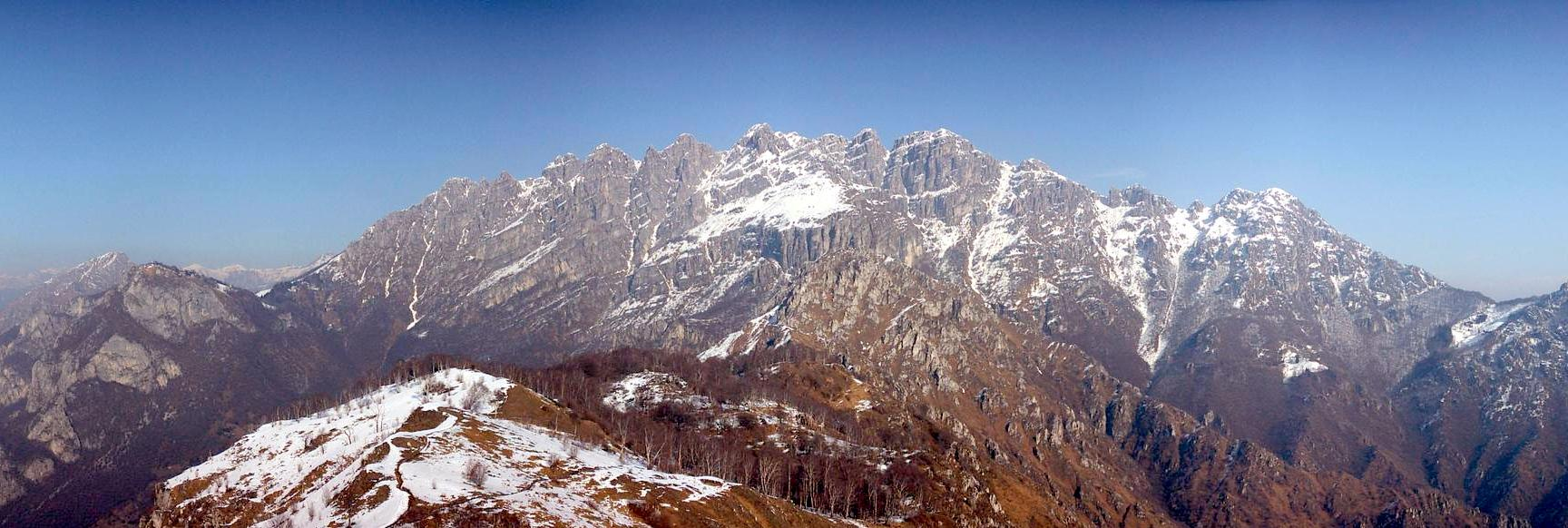
Il Resegone visto dalla cima del monte Magnodeno.
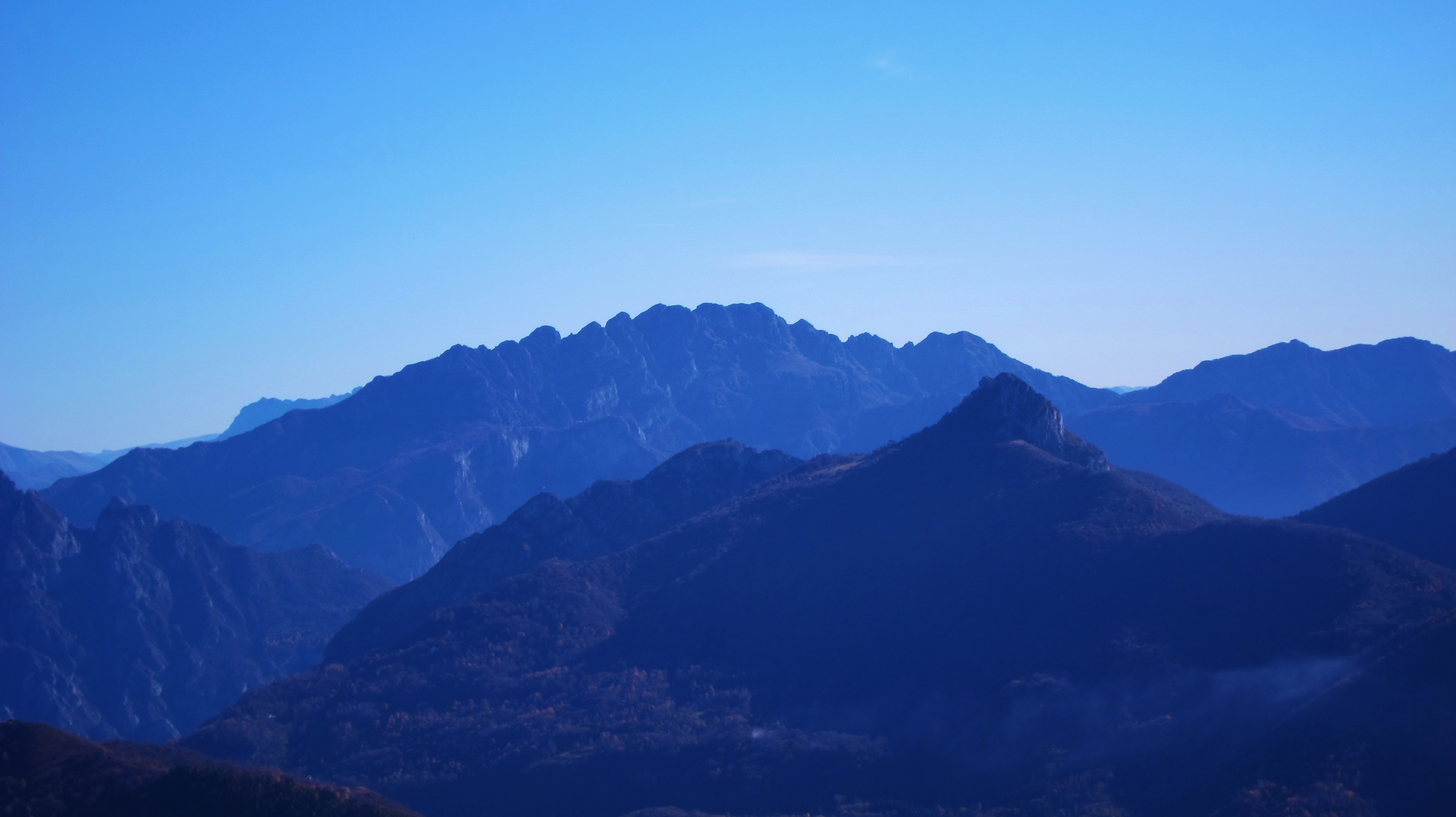
Il Monte Resegone visto dal Palanzone (Como)